# صبا (خواننده)
صبا (به انگلیسی: Saba) با نام کامل آنا صبا لیکه اولنشلگر (به انگلیسی: Anna Saba Lykke Oehlenschlæger) (زاده ۱۱ اوت ۱۹۹۷) خواننده، بازیگر و مدل دانمارکی است.
او نماینده دانمارک در یوروویژن ۲۰۲۴ بود.